# 失踪人口 (网络剧)
《失踪人口》是2020年播出的中国大陆网络剧，由优酷网出品，王瑞新、史成业执导，吕聿来、刘畅、陈小纭、陈昊宇、赵阳、王梓尘、张植绿等主演该剧为优酷悬疑剧场的第一部剧集。。於2020年6月3日在优酷首播。